# René Bazin
Pour les articles homonymes, voir René Bazin (aviateur) et Bazin.
René Bazin (né à Angers le 26 décembre 1853 et mort à Paris le 20 juillet 1932) est un écrivain français, à la fois juriste et professeur de droit, romancier, journaliste, historien, essayiste et auteur de récits de voyages.

## Famille
La famille Bazin, devenue légalement René-Bazin en 1921, est une famille de la bourgeoisie originaire d'Anjou. Elle est issue de Claude Bazin (1645-1721), contrôleur des fermes du roi à Vihiers (Maine-et-Loire).
- Simon Bazin (1675-1720), était huissier royal à Maulévrier.
- Simon-Pierre Bazin (1675-1720), était contrôleur des fermes du roi à Vihiers.
- Louis Bazin (1729-1787), était huissier-audiencier près le grenier à sel de Vihiers.
- Nicolas Bazin (d) (1754-1830), régisseur des biens des Colbert au château de Maulevrier, lieutenant de Stofflet pendant la guerre de Vendée puis greffier à Segré, est l'arrière-grand-père de René Bazin.
- Nicolas Bazin (1791-1872) était greffier au tribunal de Segré, puis à celui d'Angers.
- Alfred Bazin (1821-1872), père de René Bazin, était avocat puis industriel à Angers. Sa mère, Élisabeth Meauzé (1831-1891), appartient à une famille de la bourgeoisie angevine. Son grand-père, Barthélemy-François Meauzé, était président du tribunal de commerce, membre de la chambre de commerce d'Angers, administrateur de la Banque de France et premier adjoint au maire d'Angers par décret impérial de 1859.
- René Bazin (1853-1932) était professeur de droit criminel à l'université catholique de l'Ouest à Angers, écrivain, membre de l'Académie française, et journaliste.

## Biographie
René Bazin fait ses études au collège Mongazon d'Angers. Pendant ses études, il est déjà passionné par la littérature et la poésie.

Après une licence de droit à Paris, René Bazin suit les cours de la faculté catholique d'Angers et obtient un doctorat en droit (1877). En 1882, il tient la chaire de droit criminel à l'université catholique de l'Ouest.
Il se marie en 1876 avec Aline Bricard (1855-1936). Le couple aura huit enfants : deux fils, Nicolas-René (1877-1940), ingénieur, et Louis  (1892-1973) romancier, conférencier et traducteur et six filles : Élisabeth (1879-1926), épouse d'Antoine Sainte-Marie Perrin (1871-1927), fils de Louis Sainte-Marie Perrin, beau-père de Paul Claudel ; Jeanne (1881-1944), chanoinesse ; Marie-Amélie (1883-1970), religieuse ; Geneviève (1886-1962), épouse du comte Tony Catta (1884-1974) ; Germaine (1888-1944) et Françoise (1895-1968), épouse d'Henri Viot et mère de l'abbé Michel Viot).
Marie Bazin (1850-1919), sœur de René Bazin, écrira des romans sous le pseudonyme de « Jacques Bret », épousera Ferdinand Hervé. Elle est la grand-mère de l'écrivain Hervé Bazin qu'elle élèvera avec ses deux frères jusqu'à ses 11 ans.
À partir de 1883, René Bazin publie ses premiers romans. Son parcours littéraire, très riche et varié, comprend plus d'une soixantaine d'œuvres : romans, biographies, contes et récits de jeunesse, essais et nouvelles, chroniques de voyages et récits de la guerre 14-18.
En 1895, René Bazin reçoit le prix de l'Académie française avec la parution de son récit de voyage Terre d'Espagne. Ses deux romans, La Terre qui meurt et Les Oberlé, qui paraissent en 1899 et 1901, connaissent un immense succès couronné par l'Académie française. En 1903, il est élu à l'Académie française, au XXXe fauteuil.
Chrétien social et fervent catholique, René Bazin est porté toute sa vie par ses convictions religieuses. De 1915 à 1923, il est responsable de la Corporation professionnelle des publicistes chrétiens, qui se fait appeler aussi Syndicat des journalistes français. Il en devient président en 1916. Et en 1917, il fonde le Bureau catholique de la presse. C'est dans cette logique qu'il deviendra membre du comité directeur des Scouts de France.

### Œuvres littéraires
« Si loin que je remonte dans mes souvenirs, je me trouve écrivant des vers, soit au collège, soit, plus tard, entre deux cours de droit, sur un banc du jardin du Luxembourg. Je tenais aussi un journal de mes impressions et de ce qu'on croit être des pensées quand on est jeune. »

René Bazin devient rédacteur en second au journal L'Étoile et commence à écrire Stéphanette, son premier roman. Celui-ci est publié, en 1883, en feuilleton, par L'Union, journal local. Ce roman, ainsi que le suivant (Ma Tante Giron, 1885), est publié en 1884, en un seul volume, par la maison Retaux-Bray, à Paris.
À partir de 1885, le succès de son roman Ma Tante Giron lui ouvre les portes du milieu littéraire parisien. Il rencontre Léon Lavedan, directeur du Correspondant (et père d’Henri Lavedan), ainsi que Georges Patinot, directeur du Journal des débats, qui accepte de publier, en feuilleton, le roman Une tache d'encre.
Dès 1885, des lectures publiques de ses romans ont lieu à la conférence Saint-Louis, cercle d'étudiants de la faculté catholique d'Angers.
En novembre 1887, il rencontre Ludovic Halévy, membre de l’Académie française, qui l’oriente vers Calmann-Lévy, éditeur célèbre dont la diffusion permet à René Bazin d'élargir son public. Calmann rachète les droits du roman Ma Tante Giron, puis publie en mai 1888, en un seul volume, Une tache d'encre qui, grâce à l'influence de Ludovic Halévy, est couronné par l'Académie française.
Plusieurs fois lauréat de l’Académie française, il publie des livres de voyages et collabore à la Revue des deux Mondes ainsi qu’à divers autres journaux. Après 1870, il est un des écrivains de la « Revanche » avec Les Oberlé et Le Guide de l'Empereur. Il est élu membre de l'Académie française en 1903, après le succès des Oberlé (1901). Il est aussi membre de l'Académie de Stanislas.
En 1909, un séjour à Hostel dans la commune de Belmont-Luthézieu, chez le beau-père de Paul Claudel, lui inspire le roman Le Mariage de mademoiselle Gimel se déroulant à Linod dans la commune voisine de Vieu et librement adapté de faits réels.
René Bazin écrit en 1919 Les Nouveaux Oberlé, roman dans lequel il dépeint un tableau, tout en nuances, de la découverte de la France par un jeune Alsacien qui a choisi de combattre dans l'armée française pendant la Grande Guerre.
À l'exception notable des Oberlé et des Nouveaux Oberlé, les romans de René Bazin ont le plus souvent pour cadre le milieu rural et paysan de l'ouest de la France qu'il évoque avec une grande richesse de vocabulaire. Son roman La Terre qui meurt traite de la désertification des campagnes et du drame du déracinement. Aujourd'hui, certains aspects de l'écologie ne sont pas loin de la vision de René Bazin.
Ainsi La Terre qui meurt, publié en 1898, évoque le drame d'un domaine agricole doublement abandonné : d'une part par le grand propriétaire qui va à Paris et qui, ruiné, doit vendre jusqu'à ses meubles, et d'autre part par les fils du métayer chargé de l'exploitation agricole. L'un des fils devint infirme à la suite d'un accident, un autre devient cheminot et le dernier émigre en Amérique. Cependant, la terre finalement ne « meurt » pas, puisque le valet Jean Nesmy, accepté comme gendre par le métayer après quelques réticences, reprend finalement l'exploitation.
Ce livre, qui a connu un immense succès, à l'instar du roman Les Oberlé, a ouvert les portes de l'Académie française à René Bazin. En 1936, La Terre qui meurt a été adapté en l'un des premiers films en couleurs, La Terre qui meurt.
Dans ses romans, l'écrivain décrit aussi avec beaucoup de justesse la condition sociale des ouvriers.
Précurseur des intellectuels catholiques et chrétiens sociaux, René Bazin s'efforce de promouvoir dans ses écrits des conditions de travail humaines et le respect de la personne. Il met en valeur la noblesse de cœur et l'humilité.
René Bazin a écrit la plupart de ses livres dans sa propriété des Rangeardières, près d'Angers, à Saint-Barthélemy-d'Anjou. En 1904, il y fut élu au conseil municipal.

## Œuvres
- Stéphanette (1884) [lire en ligne]
- Ma Tante Giron (1885)
- Une tache d’encre (1888) Mode Image en ligne[9] édition illustrée par André Brouillet chez Mame à Tours en 1889, couronnée par l'Académie française en 1889.
- Les Noellet (1890)
- Le Guide de l'Empereur (1890)
- À l’aventure (croquis italiens) (1891) Mode Image en ligne
- Contes en vers (1891)
- La Sarcelle bleue (1892)
- La Légende de sainte Béga (1892)
- Madame Corentine (1893)
- Sicile : croquis italiens (1893) Mode Image en ligne prix Montyon de l'Académie française en 1893
- Les Italiens d'aujourd'hui (1894) Mode Image en ligne
- Humble Amour (1895) Mode Image en ligne
- Terre d'Espagne (1895) Texte en ligne
- En province (1896)
- Contes de bonne Perrette (1897)
- De toute son âme (1897)
- Histoire de vingt-quatre sonnettes (1898)
- La Terre qui meurt (1899) Texte en ligne Mode Image en ligne[10]
- Les Personnages de roman (1899)
- Croquis de France et d'Orient (1899)
- Le Guide de l'Empereur : histoire de pauvres gens (1901)
- Les Oberlé (1901)
- L'Enseigne de vaisseau Paul Henry, défenseur de la mission de Pékin (1902)
- Donatienne (1903) Texte en ligne
- Récits de la plaine et de la montagne (1904)
- Le Duc de Nemours (1905)
- L'Isolée (1905) Texte en ligne
- Questions littéraires et sociales (1906)
- Le Blé qui lève (1907) Texte en ligne Mode Image en ligne
- Mémoires d'une vieille fille (1908)
- Le Mariage de mademoiselle Gimel, dactylographe (1909)
- La Barrière (1910) Texte mutiformat Texte en ligne
- « Les quatre beautés de la Corse », L'Illustration,‎ décembre 1910, p. 35-40 (lire en ligne).
- La Douce France (1911)
- Davidée Birot (1912) Texte en ligne
- Nord-Sud, Amérique, Angleterre, Corse, Spitzberg, notes de voyage (1913)
- Gingolph l'abandonné (1914)
- Pages religieuses, temps de paix, temps de guerre (1915)
- Aujourd'hui et demain, pensées du temps de la guerre (1916)
- La Campagne française et la guerre (1917)
- Notes d'un amateur de couleur (1917)
- La Closerie de Champdolent (1917)[11]
- Les Nouveaux Oberlé (1919)
- Charles de Foucauld, explorateur du Maroc, ermite au Sahara (1921) Texte en ligne
- Il était quatre petits enfants : histoire d'une famille française (1922) ; trad. en anglais par Margery Williams (Juniper Farm, 1928)
- Contes et Paysages (en province) (1923)
- Le Conte du triolet (1924) Mode Image en ligne
- Baltus le Lorrain (1926) Texte en ligne
- Paysages et pays d'Anjou (1926)
- Fils de l'Église (1927)
- Les Trois Peines d'un rossignol (préf. Abel Bonnard, 1927)
- Pie X (1928)
- Le Roi des archers (1929)
- Magnificat (1931)
- Champdolent (1931)
- La Faneuse endormie et autres nouvelles ; avant-propos de Tony Catta (P., Calmann-Lévy, 1949)

## Adaptations
La Terre qui meurt fut adapté une première fois au cinéma muet par Jean Choux en 1926, puis au parlant par Jean Vallée dix ans plus tard.

## Anecdotes
Son œuvre Baltus le Lorrain de 1926 a été utilisée pour nommer la salle de spectacle Baltus le Lorrain à Creutzwald en Moselle.

## Décoration
- Officier de la Légion d'honneur (1920)